# Vinícius Santos Silva
Vinícius, mit vollem Namen Vinícius Santos Silva (* 3. August 1993 in São Paulo), ist ein brasilianischer Fußballspieler. Der spielstarke Fuß des Stürmers ist der Rechte.

## Karriere
Vinícius begann seine Laufbahn bei der SE Palmeiras. Hier schaffte der Spieler 2010 auch den Sprung in den Profikader. Am 24. März 2010 gab er im Staatsmeisterschaft von São Paulo gegen den Rio Branco EC sein Debüt, als er in der 76. Minute eingewechselt wurde. Mit dieser Einwechselung wurde er zum jüngsten Spieler, der bis dahin ein Profispiel für Palmeiras bestritt. In der Saison erfolgten weitere Einsätze in der Série A und im Copa do Brasil. Ein Jahr später erzielte er im selben Wettbewerb am 9. März 2011 sein erstes Tor als Profi gegen den EC Noroeste. Vinícius erster Auftritt auf internationaler Klubebene erfolgte in der Copa Sudamericana 2011. Hier wurde am 12. August in der 72. Minute gegen den CR Vasco da Gama eingewechselt. In der Série A 2012 erreichte sein Klub nur den 18. Tabellenplatz und musste absteigen. Man erreichte aber als Meister der Série B den direkten Wiederaufstieg in die Série A 2013. Die Saison 2014 startete er noch für sein Palmeiras in der Staatsmeisterschaft, wurde seit dem aber an andere Klubs ausgeliehen.
So ging Vinícius Anfang 2016 zum Coritiba FC. Bei dem Klub lief er in verschiedenen Wettbewerben 37 Mal auf und erzielte dabei zwei Tore. Auch in der Folgesaison 2017 schloss sich eine weitere Leihe an. Der Spieler ging in die Türkei zu Adanaspor. Sein erstes Spiel in der türkischen Süper Lig bestritt Vinícius am 21. Januar 2017. Am Ende der Süper Lig 2016/17 musste sein Klub als Tabellenletzter absteigen.
Im Januar 2018 ging Vinícius zurück nach Brasilien und schloss sich Chapecoense an. Am Ende des Jahres endete die Leihe sowie der Kontrakt mit Palmeiras. Vinícius wechselte daraufhin zum Criciúma EC. Der Vertrag erhielt eine Laufzeit bis Ende des Jahres mit der Option auf eine Verlängerung. In der Saison bestritt er 39 Spiele und erzielte ein Tor, davon 33 von 38 möglichen in der Série B 2019 (ein Tor), zwei im Copa do Brasil 2019 und vier in der Staatsmeisterschaft. Die Option wurde von Criciúma nicht wahrgenommen und Vinícius musste den Klub wieder verlassen. Er unterzeichnete zunächst einen Vertrag beim Santa Cruz FC. Vier Tage später verließ er den Klub wieder. Er hatte ein Angebot aus Griechenland vom AE Larisa. Dieses konnte er annehmen, weil sein Vertrag mit Santa Cruz eine Ausstiegsklausel für ausländische Vereine enthielt. Bei Larisa blieb er bis zum Ende der Saison 2019/20 im Juli. In dieser bestritt er 14 Spiele (kein Tor).
Vinícius kehrte in seine Heimat zurück. Hier unterschrieb er im Oktober des Jahres einen Vertrag bei Náutico Capibaribe. Mit diesem bestritt Vinícius noch 13 Spiele (ein Tor) in der Série B 2020. Zum Start der Saison 2021 konnte Vinícius mit Náutico die Staatsmeisterschaft von Pernambuco gewinnen (elf Spiele, fünf Tore).
Im Dezember 2021 wurde bekannt, dass Vinícius zum EC Bahia wechseln wird. Der Kontrakt erhielt eine Laufzeit über zwei Jahre. Er wurde zum Saisonstart 2022 aber zunächst an den Goiás EC ausgeliehen. Die Leihe wurde zunächst befristet bis Jahresende 2022, nach Austragung der Staatsmeisterschaft von Goiás wechselte Vinícius ablösefrei fest zu dem Klub. Im Mai 2023 konnte er mit dem Klub die Copa Verde 2023 gewinnen. Allerdings stand am Ende der Série A 2023 im Dezember der Abstieg in die Série B 2024 an. In die Staatsmeisterschaft 2024 startete Vinícius mit Goiás und wurde für die Série B an den Ligakonkurrenten América Mineiro ausgeliehen. Die Leihe wurde bis Ende November des Jahres befristet.

## Erfolge
Palmeiras
- Copa do Brasil: 2012
- Série B: 2013

Náutico Capibaribe
- Staatsmeisterschaft von Pernambuco: 2021

Goiás
- Copa Verde: 2023